# Одоардо II Фарнезе
Вижте пояснителната страница за други личности с името Одоардо Фарнезе.
Одоардо II Фарнезе (на италиански: Odoardo II Farnese; * 12 август 1666, Колорно; † 6 септември 1693, Парма, Херцогство Парма, Пиаченца и Гуастала) от фамилията Фарнезе, е наследствен херцог на Парма и Пиаченца.

## Произход
Той е син и наследник на херцог Ранучо II Фарнезе (1630 – 1694) и на втората му съпруга Изабела д’Есте (1635 – 1666). Негови дядо и баба по бащина линия са Одоардо I Фарнезе, херцог на Парма и Пиаченца и херцог на Кастро, и Маргарита де Медичи , а по майчина – Франческо I д’Есте, херцог на Модена и Реджо, и Мария Катерина Фарнезе. Майка му умира след неговото раждане на 21 август 1666 г. Родителите му са първи братовчеди. 
Има две по-големи сестри:
- Маргарита Мария (1664 – 1718), херцогиня на Модена и Реджо като съпруга на Франческо II д’Есте
- Тереза (1665 – 1702), бенедиктинска монахиня в манастира „Свети Александър“ в Парма;

Има и един полубрат и една полусестра от първия брак на баща си, починали като бебета, както и четирима полубратя и три полусестри от третия му брак с вуйната на Одоардо, сред които Франческо, херцог на Парма и Пиаченца, и Антонио, последен херцог на Парма и Пиаченца от рода Фарнезе.

## Биография
Одоардо почива преди баща си и следователно никога не управлява Херцогство Парма и Пиаченца. Вдовицата му Доротея София фон Нойбург, донесла голяма зестра на семейството му, се омъжва за втори път на 8 декември 1695 г. за полубрат му Франческо, който става херцог след смъртта на баща им през 1694 г.

## Брак и потомство
∞ 3 април 1690 (с представител), 17 май 1690 в Парма за пфалцграфиня Доротея София фон Нойбург (* 5 юли 1670, † 15 септември 1748), дъщеря на курфюрст Филип Вилхелм фон Пфалц и на Елизабет Амалия от Хесен-Дармщат, от която има син и дъщеря:
- Алесандро Иняцио Фарнезе (* 6 декември 1691, † 5 август 1693)
- Изабела Фарнезе (* 25 октомври 1692, Парма, † 1766, Аранхуес), кралица консорт на Испания; ∞ 1714 за испанския крал Филип V, на когото занася Парма и Пиаченца като зестра и от когото има 4 сина и 3 дъщери.